# R&R Racetrack
Der R&R Racetrack ist eine Kartbahn bei Swakopmund in Namibia.  Sie liegt am Flugplatz der Stadt in der Region Erongo.

## Streckenbeschreibung
Die etwa 2009 errichtete, 450 m lange Strecke besitzt lediglich eine Variante und wird entgegen des Uhrzeigersinn befahren. Sie ist neben dem Tony Rust Race Track eine der beiden Austragungsstätten der namibischen Kartmeisterschaft, der Rotax Max Challenge Namibia.